# Christmas Chants
Christmas Chants – dziewiąty album zespołu Gregorian. Na albumie znalazły się chrześcijańskie kolędy.

## Lista utworów
1. "Ave Maria"
2. "Silent Night"
3. "When A Child Is Born"
4. "Amazing Grace"
5. "The First Nowell"
6. "In The Bleak Midwinter"
7. "Pie Jesu"
8. "A Spiceman Came Travelling"
9. "O Come All Ye Faithful"
10. "Gloria In Excelsis"
11. "Footsteps In The Snow"
12. "Peace On Earth. Little Drummer Boy"
13. "Sweeter The Bells"
14. "Child In A Manger"
15. "Happy Xmas War Is Over "
16. "Auld Lang Syne"
17. "Snowflakes" (Download - Bonus Track)